# Impasse Bon-Secours
L'impasse Bon-Secours est une rue du 11e arrondissement de Paris, en France.

## Situation et accès
L'impasse Bon-Secours est une rue du 11e arrondissement de Paris. Les façades de l'ancien couvent des Bénédictines du Bon-Secours y sont visibles.

## Origine du nom
Cette voie doit son nom au voisinage de l'ancien hôpital de Bon-Secours.

## Historique
L'impasse est classée dans la voirie de Paris par arrêté municipal du 30 janvier 1987.